# Xã Kane, Quận Benton, Iowa
Xã Kane (tiếng Anh: Kane Township) là một xã thuộc quận Benton, tiểu bang Iowa, Hoa Kỳ. Năm 2010, dân số của xã này là 864 người.